# 海边的卡夫卡
《海边的卡夫卡》（日语：海辺のカフカ）是日本作家村上春树在2002年出版的长篇小说。
小说的主人公是一位自称名叫田村卡夫卡——作者始终未交代其真名的少年。他在十五岁生日前夜独自离家出走，乘坐夜行长途巴士远赴四国。出走的原因是为了逃避父亲所作的比俄底浦斯王还要可怕的预言：尔将弑父，将与尔母、尔姐交合。

## 主要情节
卡夫卡四岁时，母亲突然失踪，带走了比卡夫卡年长六岁、其实是田村家养女的姐姐，不知何故却将亲生儿子抛弃。他从未见过母亲的照片，甚至连名字也不知道。仿佛是命运在冥冥之中引导，他偶然来到某私立图书馆，遂栖身于此。馆长佐伯女士是位五十多岁气质高雅的美妇，有着波澜曲折的神秘身世。卡夫卡疑心她是自己的生母，佐伯却对此不置可否。卡夫卡恋上了佐伯，并与之发生肉体关系。
小说还另设一条副线，副线的主角是老人中田，他在二战期间读小学时，经历过一次神秘的昏迷事件，从此丧失了记忆，将学过的知识完全忘记，甚至不会认字计数，却获得了与猫对话的神秘能力。中田在神智失控的情况下杀死了一个自称强尼·沃卡（Johnny Walker）、打扮得酷似那著名威士忌酒商标上所画的英国绅士的狂人，一路搭车也来到此地。小说共分49章，奇数章基本上用写实手法讲述卡夫卡的故事，偶数章则用魔幻手法展现中田的奇遇。两种手法交互使用，编织出极富强烈虚构色彩的奇幻诡诘的现代寓言。
佐伯是将这两个故事联结为一体的结合点，而弑父的预言似乎最终也未能避免，因为狂人强尼·沃卡居然是卡夫卡生父乔装改扮的，真正的凶手也并非中田。

## 人物
- 我（田村卡夫卡）
- 中田
- 父亲（强尼·沃卡）
- 佐伯女士
- 叫乌鸦的少年
- 星野
- 樱花
- 大岛
- 卡内尔·山德士
- 两个士兵
- 少女
- 大岛先生的哥哥自稱Sada